# Pandemia de COVID-19 en República Democrática del Congo
Se confirmó que la pandemia de COVID-19 en la República Democrática del Congo llegó el 10 de marzo de 2020. Los primeros casos confirmados provenían de personas llegadas del exterior. Las primeras medidas adoptadas incluyeron, además de la atención médica, la difusión de información acerca de cuidado y prevención mediante radios y canales de televisión, la campaña para la fabricación y distribución de mascarillas y la creación de un servicio de atención telefónica de consultas.
Hasta el 3 de septiembre de 2020 se habían registrado 10 125 casos confirmados, 9367 recuperaciones y 259 muertes.

La tasa de letalidad (fallecidos respecto a confirmados) es del 2,34 %.

## Antecedentes
La República Democrática del Congo es uno de los países más pobres del mundo, y el acceso a la atención médica es limitado. La RDC ha estado luchando contra la epidemia de ébola de Kivu desde 2018, y esta epidemia aún estaba en curso cuando comenzó la crisis del COVID-19.
El 10 de enero de 2020, la Organización Mundial de la Salud (OMS) confirmó que un nuevo coronavirus era la causa de una enfermedad respiratoria en un grupo de personas en la ciudad de Wuhan, provincia de Hubei, China, que se informó a la OMS el 31 de diciembre de 2019.

## Cronología

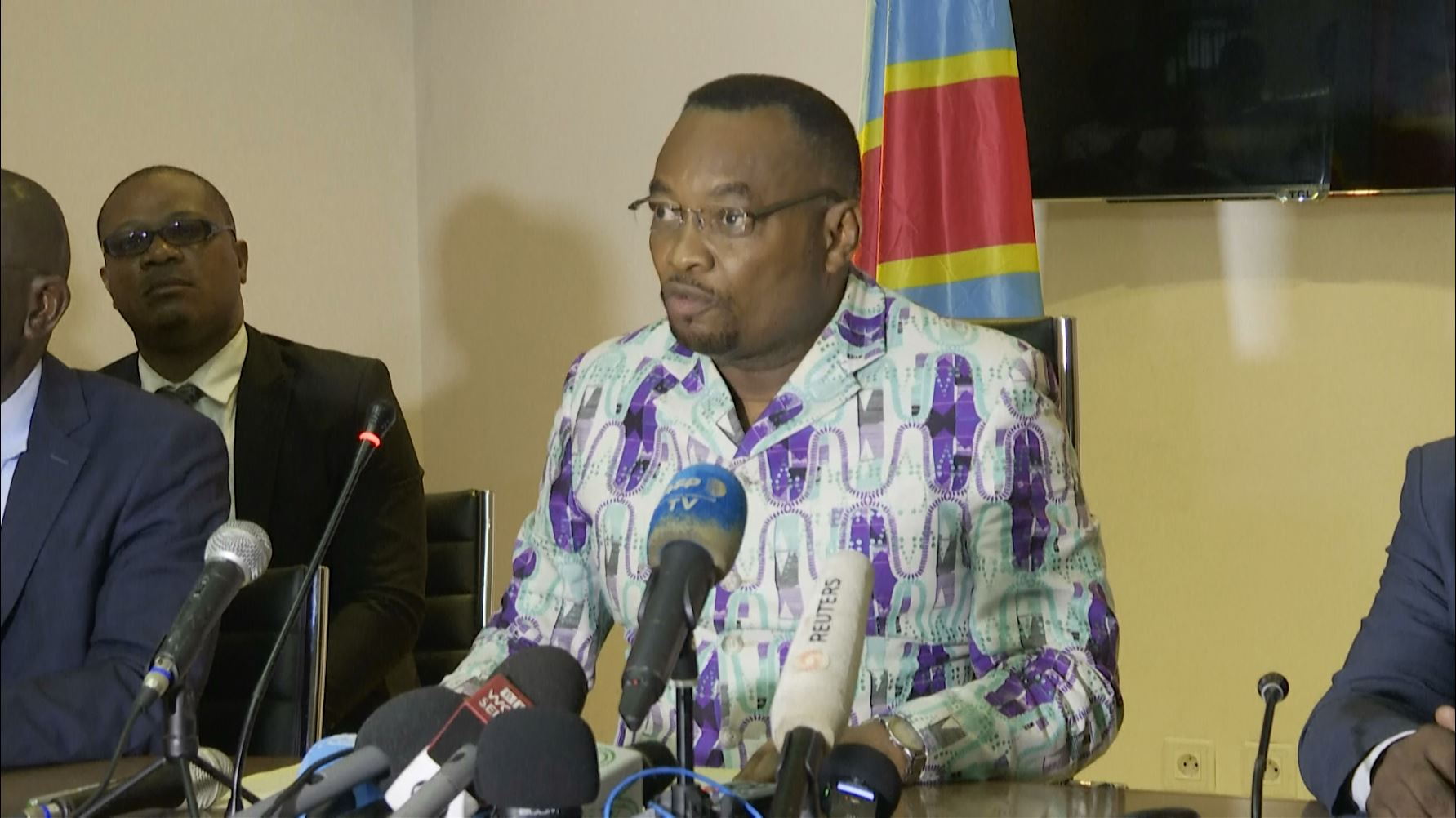
el ministro congoleño de Salud, Eteni Longondo, en la conferencia de prensa en la que anunció el descubrimiento de primer caso de coronavirus COVID-19 en la RDC (10 de marzo de 2020)

El 10 de marzo, se notificó el primer caso en el país.  Inicialmente, se informó que el caso era de un ciudadano belga que visitó el país y luego fue puesto en cuarentena en un hospital en Kinshasa. El Ministro de Salud de la RDC, Eteni Longondo, dijo que la situación estaba "bajo control" y que "no hay necesidad de entrar en pánico". La nacionalidad y el historial de viajes del primer caso resultaron ser incorrectos. El caso era en realidad un ciudadano congoleño que había regresado de Francia y se había puesto en contacto con los servicios de salud. El hecho de no informar detalles precisos sobre el primer caso provocó una reprimenda del presidente Félix Tshisekedi, quien declaró en una reunión del gabinete que el ministerio de salud había actuado de una manera "atroz y mediocre".
Se confirmó que el segundo caso era un ciudadano camerunés del país, que regresó de Francia el 8 de marzo. Inicialmente asintomático, luego desarrolló síntomas y ahora estaba en un hospital en Kinshasa. Después de cinco casos confirmados más, se informó la primera muerte en el país, luego de anuncios de que Angola cerraría la frontera con la RDC.

## Medidas de prevención
Se cerraron escuelas, bares, restaurantes y lugares de culto. El 19 de marzo, el presidente Félix Tshisekedi anunció suspensiones de vuelo. El 24 de marzo, impuso un estado de emergencia y cerró las fronteras.